# Tinodes uzungwa
Tinodes uzungwa là một loài Trichoptera trong họ Psychomyiidae. Chúng phân bố ở vùng nhiệt đới châu Phi.